# 1838 en journalisme
Cet article présente les faits marquants de l’année 1838 en journalisme.

## Évènements
- Création du journal The Times of India.